# Lucy Gordon
Lucy Gordon (Oxford, 22 maggio 1980 – Parigi, 20 maggio 2009) è stata un'attrice e modella inglese.

## Biografia
Gordon nacque a Oxford da Richard e Susan Gordon nel 1980. Aveva una sorella minore, Kate. Frequentò la Oxford High School. Si trasferì a Parigi dopo aver vissuto a New York per diversi anni. 

### Morte
Due giorni prima del suo 29º compleanno Lucy è stata ritrovata impiccata nel suo appartamento a Parigi. Un ufficiale della polizia francese — rimasto anonimo — ha dichiarato che potrebbe trattarsi di un suicidio.
Joann Sfar appena ha saputo la tragica notizia ha affermato come Lucy sia stata importante per la creazione del suo film su Serge Gainsbourg, grazie alle sue doti artistiche e umane.

## Filmografia
- Fashion Crimes (Perfume), regia di Michael Rymer e Hunter Carson (2001)
- Quando l'amore è magia - Serendipity, regia di Peter Chelsom (2001)
- Le quattro piume (The Four Feathers), regia di Shekhar Kapur (2002)
- Bambole russe (Les poupées russes), regia di Cédric Klapisch (2005)
- Serial, regia di Kevin Arbouet e Larry Strong (2007)
- Spider-Man 3, regia di Sam Raimi (2007)
- The Last International Playboy, regia di Steve Clark (2008)
- Brief Interviews with Hideous Men, regia di John Krasinski (2009)
- Cineman, regia di Yann Moix (2009)
- Gainsbourg (vie héroïque), regia di Joann Sfar (2010)

## Agenzie
- IMG Models - Parigi